# Thorer Klakka
Thorer Klakka era un guerrero vikingo de Noruega en el siglo X, amigo íntimo del jarl de Lade Håkon Sigurdsson. Thorer tenía larga experiencia en expediciones vikingas, algunas de ellas con fines mercantiles, por lo que estaba muy familiarizado con viajes de ultramar. En 995 Håkon había oído rumores que en los archipiélagos del norte había un tal Olaf que pregonaba su voluntad de ser rey y como por un lado sabía que Tryggve Olafsson tuvo un hijo llamado Olaf y por otro lado sospechaba que alguien con tales pretensiones debería tener vínculos con la realeza, pero no tenía certeza que fuera el mismo Olaf Tryggvason, Thorer debía esforzarse en conseguir información y usar alguna artimaña para traerlo frente al jarl. Thorer viajó hasta Dublín y encontró a Olaf junto a su cuñado Olaf Cuaran, pues Tryggvason en aquel momento estaba casado con su hermana Gytha.
Thorer logró llegar hasta Olag Tryggvason y desde el principio ambos tuvieron gran empatía, por lo que se reunieron muchas veces y hablaban de Noruega, de sus gentes y la vida en general. También le habló del jarl Håkon, un hombre de quien nadie se atreve hablar y que por su parte solo le importa oír cosas de su agrado; también que el jarl había tenido muchos problemas con el rey Harald Blåtand de Dinamarca por su oposición al Cristianismo. Olaf le preguntó su opinión personal a Thorer, particularmente si en algún momento él como pretendiente se atrevía a aparecer físicamente en Noruega. Thorer no dudaba que lograría el apoyo de los bóndi.
Olaf preparó cinco naves y partió con Thorer hacia Noruega, primero haciendo escala en las Hébridas y luego en las Orcadas. No obstante, Thorer fue testigo del verdadero temperamento, talante e intenciones del pretendiente, cuando llegó a Osmundswall, al sur de la isla Ronaldsa, donde estaba Sigurd el Fuerte, hijo de Hlodvir Thorfinnsson y tras intercambiar algunas palabras con él, le dio dos opciones: aceptar el Cristianismo y bautizarse, o morir, y detrás todas las islas a fuego y espada. Sigurd se vio forzado a aceptar, tomar juramento y ceder a uno de sus hijos como rehén y garantía de lealtad.